# レイ・ジェネシスFC
レイ・ジェネシス・フットボールクラブ（Leigh Genesis Football Club）はイングランド、グレーター・マンチェスター、レイを本拠地とするサッカークラブチームである。2008-2009シーズンはノーザンプレミアリーグ・プレミアディヴィジョン（7部相当）に所属。

## 歴史
1896年にホーリッジRMI FCとして創設され、1995年にレイRMIに名称を変更した。昨シーズンまでは6部相当のカンファレンス・ノースに所属していたが、今シーズンを自動降格圏内の22位で終えたため、地域リーグに降格することとなった。2008/09シーズンに3度目となる名称変更が行われ、現在の名称となった。

## 名称変更
- 1896-1995 ホーリッジRMI
- 1995-2008 レイRMI
- 2008-現在 レイ・ジェネシス

## クラブ各種記録
1試合最多得点勝利試合 
- 19-1 vs ネルソン ランカシャー・コンベイション 1964

 1試合最多失点敗戦試合 
- 1-9 vs ブランドン・ユナイテッド FAカップ

## タイトル

### 国内タイトル
- ウェストランカシャーリーグ:2回

1910-1911,1911-1912
- ランカシャー・コンベイション:1回

1957-1958
- チェシャー・カウンティーリーグ:1回

1978-1979
- ノーザンプレミアリーグ:1回

1999-2000

### 国際タイトル
- なし